# Panamerikanische Spiele 1995/Squash
Bei den Panamerikanischen Spielen 1995 in Mar del Plata fanden vom 11. bis 26. März 1995 im Squash vier Wettbewerbe statt.

## Herren

### Einzel
| Platz | Land   | Spieler                  |
| ----- | ------ | ------------------------ |
| 1     | Kanada | Gary Waite               |
| 2     | Kanada | Jonathon Power           |
| 3     | Kanada | Jamie Crombie Sabir Butt |

### Mannschaft
| Platz | Land        | Spieler                                                              |
| ----- | ----------- | -------------------------------------------------------------------- |
| 1     | Kanada      | Gary Waite Jonathon Power Sabir Butt Jamie Crombie                   |
| 2     | Argentinien | Ezequiel Albello Juan Pablo García Horacio Resta Federico Usandizaga |
| 3     | Brasilien   | Paul Conolly Luis Borges Mario Oliveira Felipe Borges                |

## Damen

### Einzel
| Platz | Land               | Spielerin                     |
| ----- | ------------------ | ----------------------------- |
| 1     | Kanada             | Heather Wallace               |
| 2     | Vereinigte Staaten | Demer Holleran                |
| 3     | Vereinigte Staaten | Ellie Pierce Alicia McConnell |

### Mannschaft
| Platz | Land               | Spielerinnen                                              |
| ----- | ------------------ | --------------------------------------------------------- |
| 1     | Kanada             | Heather Wallace Melanie Jans Kelsey Souchereau Anita Soni |
| 2     | Vereinigte Staaten | Demer Holleran Ellie Pierce Alicia McConnell Shabana Khan |
| 3     | Kolumbien          | María Castro Claudia Beltrán Cristina Matiz               |

## Medaillenspiegel
| Platz  | Land               | Gold | Silber | Bronze | Gesamt |
| ------ | ------------------ | ---- | ------ | ------ | ------ |
| 01     | Kanada             | 4    | 1      | 2      | 7      |
| 02     | Vereinigte Staaten | —    | 2      | 2      | 4      |
| 03     | Argentinien        | —    | 1      | —      | 1      |
| 04     | Brasilien          | —    | —      | 1      | 1      |
| 04     | Kolumbien          | —    | —      | 1      | 1      |
| Gesamt | Gesamt             | 4    | 4      | 6      | 14     |